# Ifeanyi Emeghara
Ifeanyi Emeghara est un footballeur nigérian né le 24 mars 1984 à Lagos. Il joue au poste de défenseur.
Il a participé à la Coupe d'Afrique des nations 2008 avec l'équipe du Nigeria.

## Carrière
- 2002-03 : FC Ebedei ( Nigeria)
- 2004-06 : Partizan Belgrade ( Serbie)
- 2005-07 : Politehnica Timișoara ( Roumanie)
- 2007- : Steaua Bucarest ( Roumanie)